# Bandera del Huila
La bandera del Huila es el principal símbolo oficial del departamento colombiano del Huila. Fue adoptada por medio del decreto 333 de 1952.

## Disposición y significado de los colores
La bandera está conformada de tres franjas horizontales del mismo ancho y ocupadas cada una de ellas por los colores blanco, verde y amarillo.
Los colores poseen los siguientes significados:
- El blanco, en la parte superior, símboliza las cumbres nevadas del departamento y la honradez de sus moradores.

- El verde, que ocupa la parte media, representa la exuberancia de la tierra huilense y la esperanza de un mejor porvenir.

- El amarillo, en la parte inferior, simboliza el despertar de las espigas de los cultivos, fruto del esfuerzo y el trabajo de sus pobladores.